# Livistona boninensis
Livistona boninensis är en enhjärtbladig växtart som först beskrevs av Odoardo Beccari, och fick sitt nu gällande namn av Takenoshin Nakai. Livistona boninensis ingår i släktet Livistona och familjen Arecaceae. Inga underarter finns listade i Catalogue of Life.